# Heathen Crusade
Heathen Crusade – nieistniejący już festiwal muzyki metalowej odbywający się w Stanach Zjednoczonych.
Heathen Crusade był przeglądem sceny muzycznej głównie – choć nie tylko – dla gatunków pagan metal i folk metal. Festiwal organizowała wytwórnia płytowa Mayhem Productions, personalnie: Kris Kubsch i John McGovern. Listę sponsorów otwierał magazyn muzyczny Metal Maniacs.

## Heathen Crusade I
Pierwsza edycja odbyła się 21 stycznia 2006 w Columbia Heights w stanie Minnesota i zgromadziła 10 wykonawców. Były to zespoły: Primordial, Thyrfing, Moonsorrow, The Chasm, Novembers Doom, Todesbonden, Typhus, Enshrined, Autumn Eternal i Dumah.

## Heathen Crusade II
Druga edycja odbyła się w dniach 19 i 20 stycznia 2007 roku w mieście Saint Paul w stanie Minnesota. Wzięły w niej udział zespoły amerykańskie i europejskie, a nawet wykonawcy z Singapuru – zespół Rudra. Pozostali wykonawcy to: Bronnson, Will of the Ancients, Vesperian Sorrow, Slough Feg, Vreid, Månegarm, Manetheren, Withering Soul, Dark Forest, polski Gwynbleidd, Earthen, Shroud of Bereavement, Hordes of Yore, Mael Mórdha, Obtest, Bal-Sagoth oraz łotewski Skyforger.

## Heathen Crusade III
Trzecia edycja odbyła się w dniach 14 i 15 listopada 2008, w klubie Station 4 w Minneapolis-Saint Paul.
Wystąpili: Ancient Rites, Ancient Rites, Moonsorrow, Inquisition, Woods of Ypres, Metsatöll, Thrudvangar, Wolven Ancestry, Velnias, Chaos Moon, Nechochwen, Moribund Oblivion, Oakhelm, Ulveheim, Lunarium, Under Eden.